# Andrej Ljaptsjev

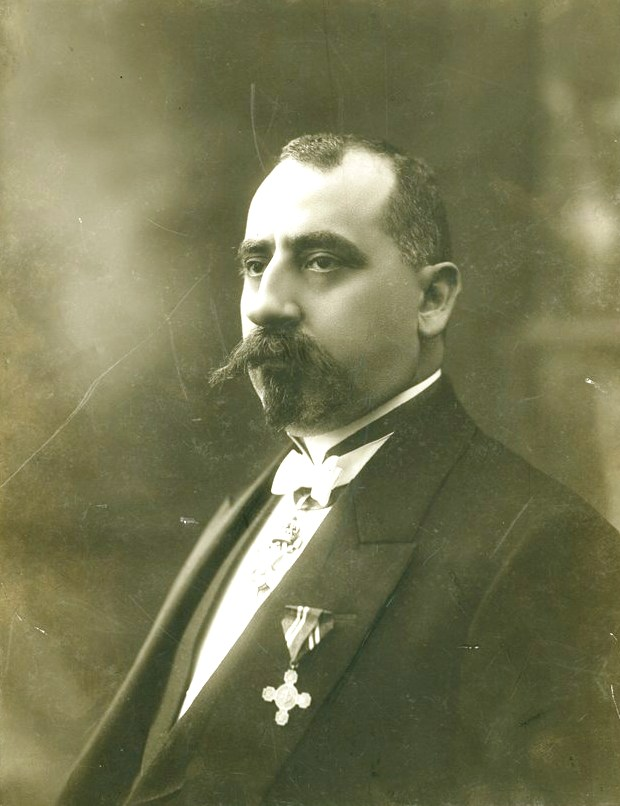
Andrej Liaptsjev

Andrej Tasev Ljaptsjev (Bulgaars: Андрей Тасев Ляпчев) (Resen, Noord-Macedonië, 30 november 1866 - Sofia, 6 november 1933) was een Bulgaarse politicus.

## Levensloop
Ljaptsjev werd geboren in Noord-Macedonië dat toen nog onderdeel uitmaakte van het Osmaanse Rijk. Als student voerde hij campagne voor de vereniging van Bulgarije en Oost-Roemelië. Na zijn studie werd hij journalist voor de krant Priaporets, het orgaan van de Democratische Partij (PD). Hij werd een actief lid van de PD en was daarnaast ook werkzaam binnen de coöperatieve beweging.
Ljaptsjev werd in 1908 in de Narodno Sobranie (Nationale Vergadering) gekozen (tot 1911). Op 5 september 1909 werd hij minister van Financiën in het tweede kabinet Malinov. Hij bleef minister van Financiën tot 16 maart 1911. In 1913 werd hij opnieuw in de Narodno Sobranie gekozen en bleef sindsdien ononderbroken, tot zijn dood in 1933, lid van het Bulgaarse parlement.
Op 21 juni 1918 werd hij opnieuw als minister van Financiën opgenomen in een kabinet onder Aleksandur Malinov.
In september 1918 maakte hij deel uit van de Bulgaarse delegatie die het wapenstilstandsverdrag met de Entente tekende.
Toen het kabinet op 28 november 1918 aftrad, verloor Ljaptsjev zijn ministerspost. Na de staatsgreep van de Militaire Liga van 9 juni 1923, werd de Nationale Alliantie, een bundeling van leden van de Nationale Partij, de Democraten, de Radicalen en de Liberalen, alsmede enkele rechtse Sociaaldemocraten, gevormd onder professor Aleksandar Tsankov. Ljaptsjevs Democraten waren vertegenwoordigd in het kabinet, maar Ljaptsjev zelf werd geen minister.
Op 4 januari 1926 werd hij premier van een coalitie van de Nationale Alliantie en de Nationaal-Liberale Partij. Ljaptsjev voerde een gematigder beleid dan zijn voorganger Tsankov en kondigde een algemene amnestie af voor communistische gevangenen (hoewel de Bulgaarse Communistische Partij verboden bleef) en sloot leningen af met Volkenbond om op die manier de economie een nieuwe impuls te geven. Hij steunde - net als Tsankov - de coöperaties en steunde de Bulgaarse Agrarische Bank die leningen verstrekte aan boeren om op die manier te zorgen voor de modernisering van de landbouw. Hij hief het verbod op stakingen en vakbonden op en voerde de achturige werkdag in.
Omstreeks 1930 verloor Ljaptsjevs regering haar greep op de Macedonische activisten van de IMRO en de interne oppositie binnen de Democratische Alliantie (de opvolger van de Nationale Alliantie) onder Tsankov nam toe. De verkiezingen van 1931 werden verloren door de Democratische Alliantie. Liaptsjev werd echter wel herkozen als lid van de Narodno Sobranie.
Andrej Liaptsjev overleed op 66-jarige leeftijd.

## Voetnoten
1. ↑  In aanwezigheid van de Amerikaanse consul in Sofia, die de rol van bemiddelaar vervulde (Bulgarije was niet in oorlog met de VS).
2. ↑  De Democratische factie onder Aleksandar Malinov maakten geen deel uit van de Nationale Alliantie.